# 東映太秦映像
東映太秦映像（とうえいうずまさえいぞう）は、かつて存在した日本のTV・映画制作プロダクション。東映のグループ会社であり、商号は東映太秦映像株式会社。本社は京都府京都市右京区太秦西蜂岡町に置いていた。

## 沿革
- 1965年7月[1]、東映の東西の撮影所、東映東京撮影所（以下、東映東京）、東映京都撮影所（以下、東映京都）の敷地内にそれぞれ新設された制作所の内[1][2][3]、京都側に出来た「東映京都制作所」が前身[1][2][4]。東京側に出来たのが「東映東京制作所」[1][3][5]。名目上は東映の自社製作が減っていた現状に鑑み、貸しスタジオやテレビ映画、テレビドラマ等の製作を行うための組織改革とされたが[1]、実際は過激な組合活動家のスタッフをここへ押し込み、撮影所本体の進行をスムーズにしようという当時の岡田茂東映京都所長の発案によるもの[2][4]。メインであるテレビドラマの製作は、東映京都テレビ・プロダクションが東映と資本関係にある日本教育テレビ（現・テレビ朝日）の番組を優先的に受注することになっていたのを始め、テレビ局で直に下請けすることになっていたが[2]、京都制作所は局から下請けしたプロダクションの仕事を孫請けするという住み分けがなされた[2]。組合活動家を日干しすることが真の目的のため、ここには仕事を回さず、飼い殺し状態にした[2]。しかし京都制作所独自で取引先を増やし、『水戸黄門』や『大岡越前』などを受注できるようになった[2]。その後組合スタッフの動きが沈静化して京都制作所は一旦解散し[2]、『水戸黄門』を東京で制作するという話が出た時、同番組プロデューサー・逸見稔（当時のオフィス・ヘンミ代表）が京都での撮影存続を岡田茂東映社長に頼み、岡田が組織をスリム化して新たに東映太秦映像を作った[2][4]。
- 東映京都撮影所と別組織の会社であり、後に名称変更され、東映の非連結子会社として運営されていた。
- 東映太秦映画村を管理している「東映京都スタジオ」とは別の制作会社であり、太秦の東映スタジオを使って時代劇から再現ドラマ、教育映画まで作っていた。
- しかし、時代劇の減少に伴い維持が困難になったことから、2016年9月1日付けで東映と合併し消滅した[6]。一切の版権および機能は東映京都撮影所に統合された。

## 制作協力作品

### テレビ
- ナショナル劇場・パナソニック ドラマシアター（1989年 - 2011年、TBS）
  - 水戸黄門（第19部 - 第43部、最終回スペシャル、2015年スペシャル）
  - 大岡越前（第11部 - 第15部、ナショナル劇場50周年記念特別企画スペシャル）
  - 翔んでる!平賀源内
  - 江戸を斬る（江戸を斬るVIIIのみ）
  - 水戸黄門外伝 かげろう忍法帖
  - 南町奉行捕物帖 怒れ!求馬（南町奉行事件帖 怒れ!求馬・南町奉行事件帖 怒れ!求馬II）
  - 大江戸を駈ける!
- 松平右近事件帳
- 新・松平右近
- 長七郎江戸日記
- 年末時代劇スペシャル（1985年 - 1993年、日本テレビ）
  - 忠臣蔵
  - 白虎隊
  - 田原坂
  - 五稜郭
  - 奇兵隊
  - 勝海舟
  - 源義経
  - 風林火山
  - 鶴姫伝奇 -興亡瀬戸内水軍-
- 八百八町夢日記
- 半七捕物帳
- 闇を斬る!大江戸犯科帳
- 女忍かげろう組
- あばれ八州御用旅
- あばれ医者嵐山
- 江戸の用心棒
- さむらい探偵事件簿
- 逃亡者おりん

### その他
- 近江聖人中江藤樹（中江藤樹生誕400年記念映画）